# Stati Uniti d'America nella seconda guerra mondiale

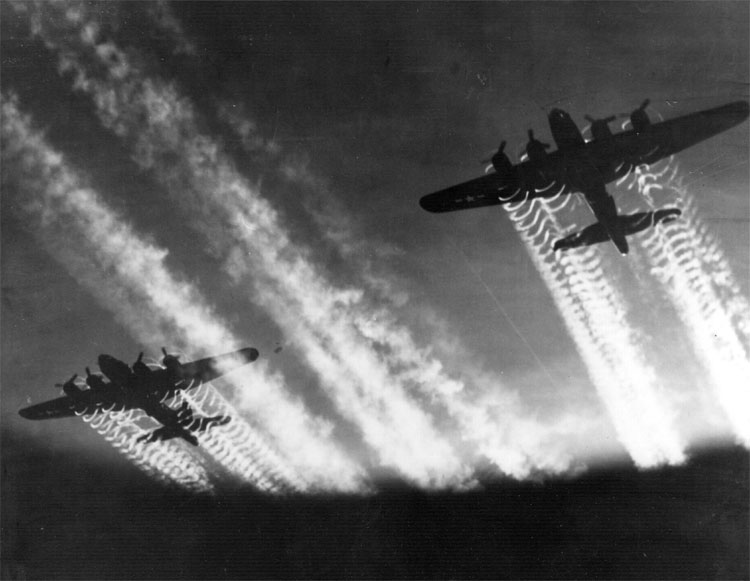
B-17 Flying Fortress statunitensi in volo sopra l'Europa

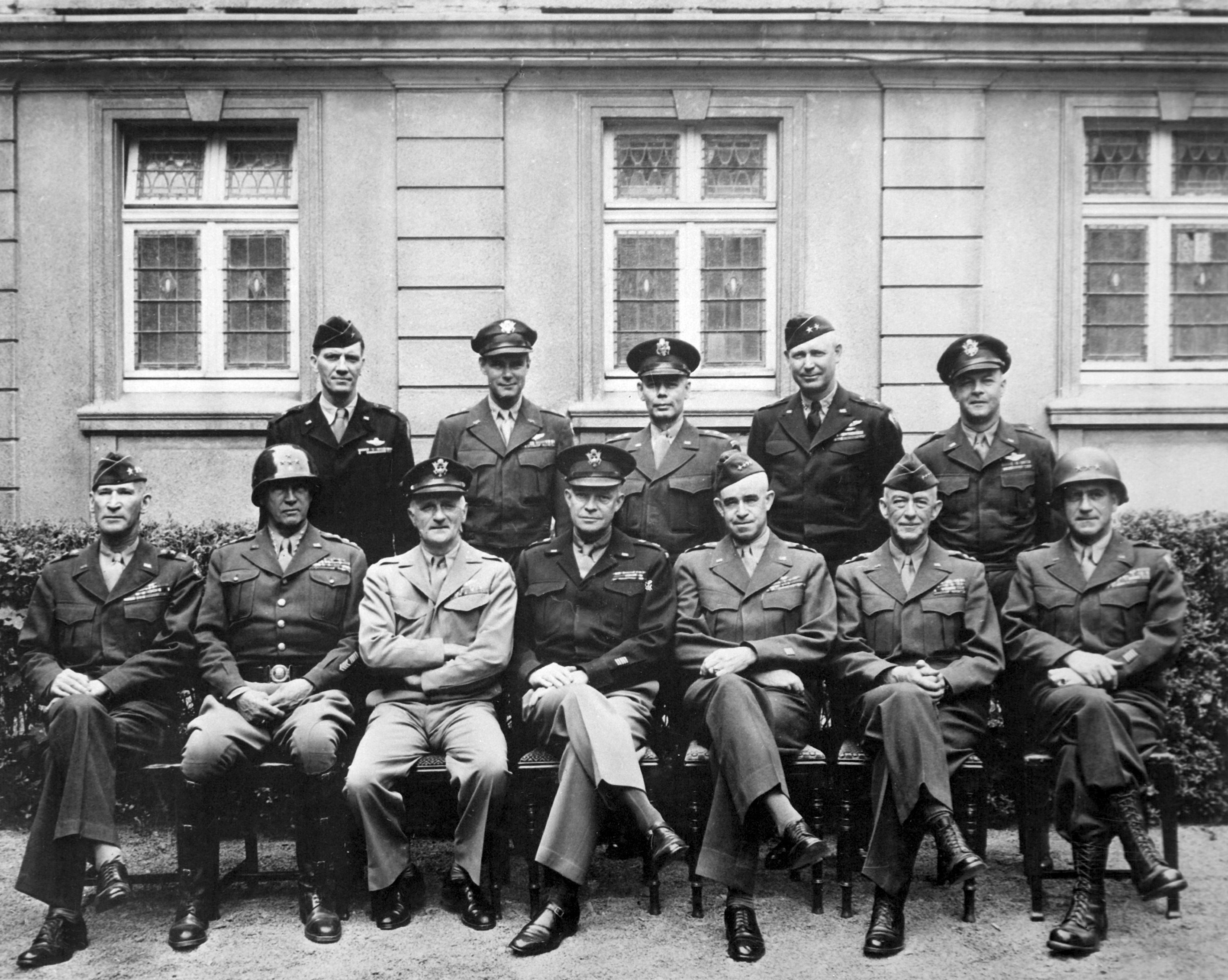
Ufficiali statunitensi in Europa

Gli Stati Uniti d'America nella seconda guerra mondiale furono uno dei tre componenti principali degli Alleati e combatterono, a partire dall'attacco di Pearl Harbor all'alba del 7 dicembre 1941, contro l'Impero giapponese, la Germania nazista e l'Italia fascista, esercitando una determinante influenza militare e politica in tutti i teatri bellici del conflitto.
Durante i primi due anni della seconda guerra mondiale gli Stati Uniti mantennero formalmente la neutralità, ma furono fin dall'inizio favorevoli al Regno Unito e alla Francia; dopo la sconfitta della Francia nel 1940, rifornirono, in base alla legge votata l'11 marzo 1941, il Lend-Lease Act, i britannici, i sovietici e i cinesi con enormi quantità di beni di guerra, e truppe statunitensi sostituirono i soldati britannici in Islanda.
Durante il periodo di guerra effettiva, più di sedici milioni di statunitensi servirono nelle United States Armed Forces, le Forze Armate statunitensi, di cui 290 000 morirono in combattimento e 670 000 rimasero feriti. Inoltre 130 201 americani furono fatti prigionieri di cui 116 129 sopravvissero alla guerra. Tra i consiglieri principali del presidente Franklin Delano Roosevelt vi era il Segretario della Guerra, Henry Stimson, che coordinò lo sforzo bellico della nazione, il generale George Marshall, capo di stato maggiore generale del Esercito, il generale Henry Arnold, al comando dell'Aviazione, l'ammiraglio Ernest King, il responsabile della Marina.
Il Presidente Roosevelt e i suoi comandanti, che formavano il cosiddetto Joint Chiefs of Staff (Stati maggiori riuniti), presieduto dall'ammiraglio William Leahy, decisero che, nonostante l'aggressione giapponese nel Pacifico, l'obiettivo principale della guerra rimanesse la sconfitta della Germania nazista, considerata il nemico più pericoloso e potente.
La guerra iniziò con una serie di sconfitte per gli statunitensi; nel teatro del Pacifico dopo le gravi perdite a Pearl Harbor, la flotta, passata al comando dell'abile ammiraglio Chester Nimitz, rimase inizialmente sulla difensiva in attesa dell'arrivo delle nuove navi in costruzione, mentre le truppe stanziate nelle Filippine, comandate dal generale Douglas MacArthur, furono costrette alla resa dai giapponesi nel mese di maggio 1942 dopo una coraggiosa resistenza. Nel teatro occidentale le potenze anglo-sassoni rimasero sulla difensiva nella prima parte del 1942; nel frattempo però i dirigenti americani diedero inizio con efficienza ed energia ad un grandioso programma di reclutamento, addestramento ed equipaggiamento per formare forze armate terrestri, aeree e navali moderne e potenti che a partire dalla fine del 1942 avrebbero dato inizio alla fase vittoriosa della guerra su tutti i fronti.
La guerra contro la Germania prevedeva l'aiuto materiale alla Gran Bretagna e all'Unione Sovietica finché l'esercito americano non fosse stato pronto a partecipare direttamente ai combattimenti in Europa. Prendendo le redini delle operazioni ma lavorando a stretto contatto con i britannici, gli Stati Uniti invasero il Nordafrica e l'Italia tra il 1942 e il 1943. Infine la principale invasione in Europa venne portata a termine nel giugno del 1944, in Francia, sotto il comando del generale Dwight D. Eisenhower. Nel frattempo l'aviazione americana sistematicamente colpì i sistemi di trasporto e gli impianti di trattamento del carburante tedeschi, oltre a rendere inerme l'Aviazione tedesca entro il 1944. Con i sovietici praticamente inarrestabili ad est, e gli Alleati occidentali anch'essi inarrestabili ad ovest, la Germania fu ad un passo dal totale annientamento. Berlino cadde in mani russe nel maggio 1945 e con la morte di Hitler i tedeschi si arresero.
Nel teatro del Pacifico nel giugno del 1942 le principali portaerei giapponesi furono affondate nella battaglia delle Midway, mentre dopo la lunga campagna di Guadalcanal gli americani presero l'iniziativa e, disponendo di una schiacciante superiorità aeronavale, conquistarono le principali isole oceaniche; contemporaneamente il generale MacArthur dall'Australia avanzò lentamente verso le Filippine che furono liberate durante l'inverno 1944-45. Il Giappone dovette subire inoltre pesanti bombardamenti strategici e la sua flotta mercantile venne distrutta dai sommergibili statunitensi; dopo la conquista dell'isola di Okinawa, gli americani pianificarono uno sbarco in Giappone, ma la guerra finì prima con l'attacco atomico di Hiroshima e Nagasaki e l'invasione sovietica della Manciuria nell'agosto 1945. Il 2 settembre 1945 il Giappone si arrese alle potenze alleate; il documento di resa venne firmato, alla presenza del generale MacArthur, sulla corazzata Missouri.
Lo sforzo bellico statunitense venne fortemente sostenuto dai civili che approvarono la politica del governo e contribuirono alla vittoria con il loro lavoro in patria e il loro impegno nelle forze armate in combattimento all'estero.

## Prima del conflitto
Nel 1936 gli Stati Uniti soffrirono di una grande "Depressione Economica". L'opinione pubblica statunitense era in gran parte ostile alla Germania nazista ma il numero di quanti realmente fossero disposti ad aiutare concretamente le potenze occidentali rimane argomento di discussione. Era ostile anche al Giappone anche se vi era una piccola opposizione ad aumentare gli aiuti alla Cina. Per il 1940, gli Stati Uniti, anche se ancora neutrali, stava già costruendo l'Arsenale della Democrazia per gli Alleati, rifornendoli di denaro e beni di guerra. L'improvvisa sconfitta della Francia, nella primavera dello stesso anno, spinse la nazione ad ingrandire di molto le forze armate ed emanare una disposizione legislativa che introduceva per la prima volta in tempo di pace un sistema di coscrizione. Il Selective Service Act. Dopo l'invasione tedesca dell'Unione Sovietica, nel giugno 1941, l'America cominciò ad inviare gli aiuti in URSS, Regno Unito e Cina.

### Sistema di comando
Nel 1942, il presidente Roosevelt costituì una nuova struttura di comando con l'ammiraglio Ernest King come Capo delle Operazioni Navali, con il controllo completo della Marina e dei Marines, il generale George Marshall al comando dell'Esercito e con il controllo nominale delle Forze Aeree, le quali in pratica erano comandate dal generale Henry Arnold. Roosevelt creò una nuova entità, il Joint Chiefs of Staff, il "comitato dei capi di stato maggiore riuniti", che prese le decisioni finali sulle strategie militari. Il Joint Chiefs of Staff era un'agenzia della Casa Bianca diretta dell'ammiraglio William Leahy, che divenne il principale consigliere militare del presidente, anche se con il progredire della guerra il generale Marshall assunse un ruolo sempre più importante all'interno del comitato.
Per quanto riguardava l'Europa, il Joint Chiefs of Staff cooperava strettamente con l'analoga struttura di comando britannica con la quale formava il cosiddetto Combined Chiefs of Staff, "comitato degli stati maggiori combinati". Al contrario di molti dirigenti di altri paesi, Roosevelt raramente si impose con i suoi consiglieri militari. I civili gestirono la produzione e l'approvvigionamento di uomini ed equipaggiamento ma nessuno di essi, neppure il Segretario della Guerra o della Marina, aveva voce in capitolo riguardo alla strategia. Roosevelt evitò il Dipartimento di Stato e condusse un alto livello di diplomazia attraverso i suoi aiutanti, in special modo Harry Hopkins, che controllava cinquanta miliardi di dollari in fondi del Lend-Lease Act.

## Lend-Lease Act, l'occupazione dell'Islanda e l'attacco giapponese
(Iosif Stalin durante la cena alla Conferenza di Teheran del 1943)
Nel 1940 vi fu un cambiamento nelle attitudini degli Stati Uniti. La vittoria tedesca in Francia, dopo aver invaso la Polonia, e la quasi imminente invasione della Gran Bretagna spinsero molti americani a credere che gli Stati Uniti sarebbero stati costretti a combattere ben presto. Nel marzo 1941, il programma Lend-Lease cominciò ad erogare denaro, munizioni e cibo alla Gran Bretagna, alla Cina e alla Russia.
Dallo stesso anno, gli Stati Uniti ebbero una parte attiva nella guerra, nonostante la neutralità ufficiale. In primavera, gli U-Boot tedeschi cominciarono a minacciare la linea di rifornimento transatlantica, obbligando Roosevelt ad estendere più a est la Zona di Sicurezza panamericana, fino all'Islanda.
Il 16 giugno 1941, dopo gli accordi con Winston Churchill, Roosevelt ordinò che gli Stati Uniti occupassero l'Islanda per rimpiazzare le forze britanniche sull'isola. Il 22 giugno 1941, la U.S. Navy inviò la Task Force 19 (TF 19), da Charleston, Carolina del Sud, ad Argentia, in Terranova. La TF 19 includeva venticinque navi da guerra ed una brigata di Marines, di 194 ufficiali e 3 714 uomini, partiti da San Diego (California), sotto il comando di John Marston. La Task Force salpò da Argentia il 1º luglio. Il 7 dello stesso mese, i britannici persuasero il parlamento islandese ad approvare l'occupazione americana sotto un accordo difensivo islandese-americano; la TF 19 gettò l'ancora fuori Reykjavík quella notte stessa. I Marines cominciarono a sbarcare il giorno dopo e le operazioni furono complete entro il 12 luglio. Il 6 agosto, la Marina statunitense stabilì una base aerea nella capitale del paese, dove giunsero uno squadrone di PBY Catalina e PBM Mariner. L'Esercito giunse in agosto sostituendo i Marines che furono mandati nel Pacifico nel marzo 1942. I 40 000 militari americani rimasti superarono in numero i maschi adulti nativi dell'isola (all'epoca gli abitanti dell'Islanda erano 120 000) e rimasero lì fino alla fine della guerra, come da accordo con il governo islandese (tuttavia vi fu sempre, fino al 2006, del personale nella Stazione Aeronavale di Keflavik).
Le navi da guerra americane in scorta ai convogli Alleati nell'Atlantico occidentale ebbero diversi incontri ostili con gli U-Boot. Il 4 settembre, un U-Boot tedesco attaccò il cacciatorpediniere USS Greer, al largo delle coste islandesi. Una settimana dopo, Roosevelt ordinò l'affondamento a vista dei sottomarini tedeschi. Tuttavia, un sommergibile affondò la USS Kearny, mentre scortava un convoglio britannico, e la USS Reuben James venne affondata dall'U-552, il 31 ottobre 1941.

### Pearl Harbor

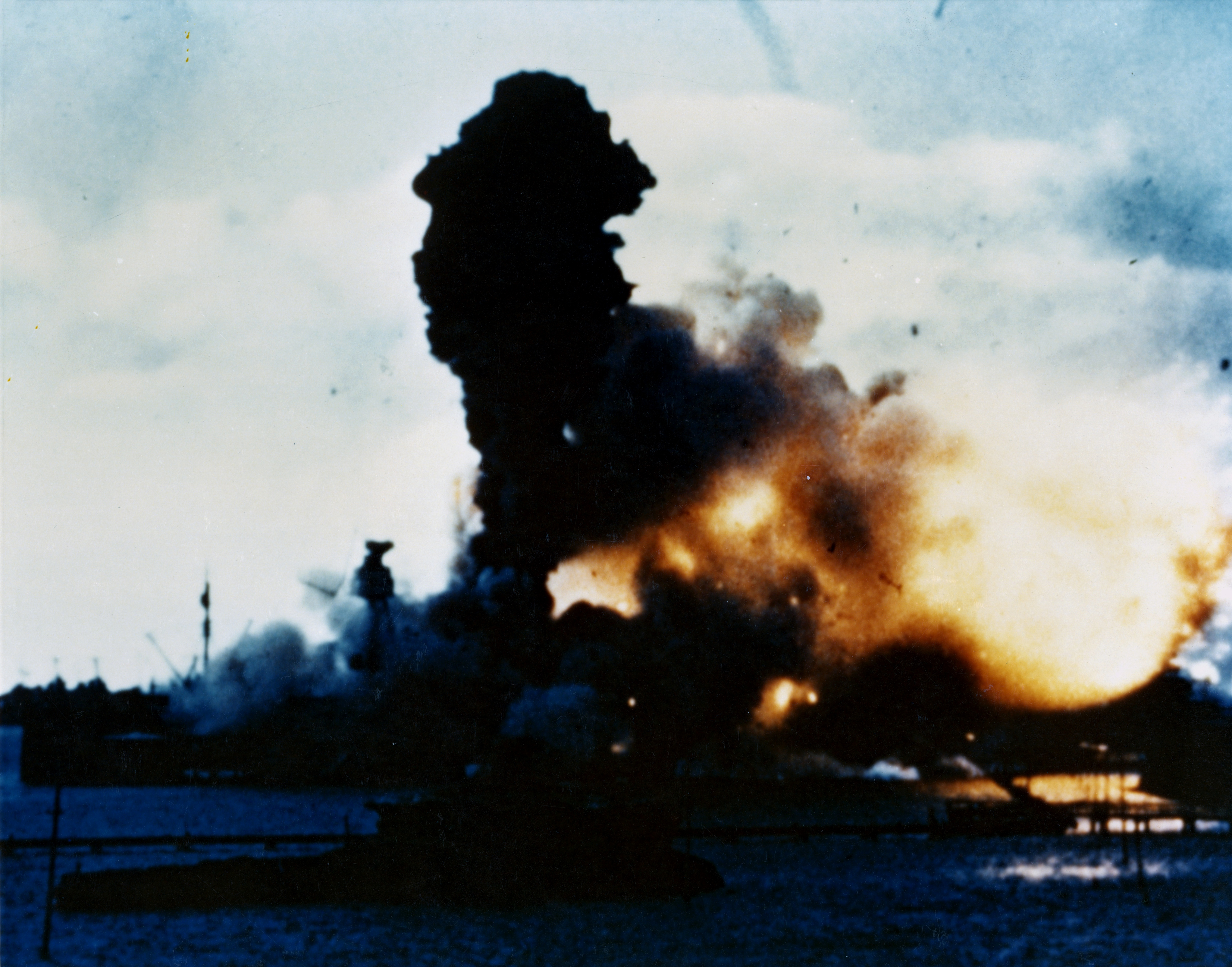
L'esplosione della nave da battaglia USS Arizona, a Pearl Harbor

A causa dell'avanzata giapponese nell'Indocina francese e in Cina, gli Stati Uniti, in accordo con i britannici e gli olandesi, bloccarono ogni rifornimento di carburante al Giappone, che ne importava il 90%. L'embargo minacciò la potenza militare del Giappone che rigettò la richiesta americana di lasciare la Cina e segretamente decise che la guerra con l'America era inevitabile; l'unica speranza di vittoria però era di colpire per primi. Il presidente Roosevelt, mesi prima, aveva ordinato che la flotta statunitense si spostasse dalla California alle Hawaii, in modo che fosse pronta se i giapponesi avessero dichiarato guerra. La battaglia di Pearl Harbor del 7 dicembre 1941 fu la peggior sconfitta navale della storia degli Stati Uniti. L'ammiraglio giapponese Isoroku Yamamoto credeva che l'unico modo di vincere la guerra era di distruggere la principale flotta americana ad inizio conflitto. La sua flotta ben addestrata viaggiò per 200 miglia fino alle Hawaii senza essere identificata, sotto il comando tattico dell'ammiraglio Chuichi Nagumo. Dopo cinque ore le sei portaeree giapponesi inviarono due ondate di 357 bombardieri, aerosiluranti e caccia che distrussero o danneggiarono gravemente otto navi da battaglia, dieci navi inferiori e 230 aerei, uccidendo 2 400 soldati e marinai americani. mentre le perdite giapponesi furono di 29 aerei abbattuti. Il comandante Minoru Genda, capo della pianificazione, supplicò Nagumo di colpire nuovamente gli stabilimenti, i magazzini di carburante e i sottomarini, oltre che per affondare le portaerei americane in avvicinamento. Nagumo tuttavia accettò di aver sconfitto gli americani in una delle vittorie più importanti della storia navale giapponese e decise di non rischiare ulteriormente uomini e mezzi. La vittoria del Giappone fu dovuto al coraggio, al buon equipaggiamento, ai piloti eccellenti, all'effetto sorpresa e soprattutto ad un'ottima pianificazione. Tutti quanti sapevano che la guerra era imminente ma nessuno a Pearl Harbor si aspettava un attacco. In una prospettiva più ampia, l'attacco fu un fallimento. Le navi perse erano perlopiù adatte a dottrine di guerra navale ormai obsolete, gli aerei furono ben presto rimpiazzati e le vittime, in proporzione al futuro prossimo erano poche. Le speranze di Tokyo che l'America avesse perso la forza e i mezzi per combattere svanirono di lì a pochi mesi e il compromesso di pace non arrivò mai; l'attacco invece smosse l'opinione pubblica americana che portò all'unanimità verso una guerra fino alla morte con l'Impero giapponese.

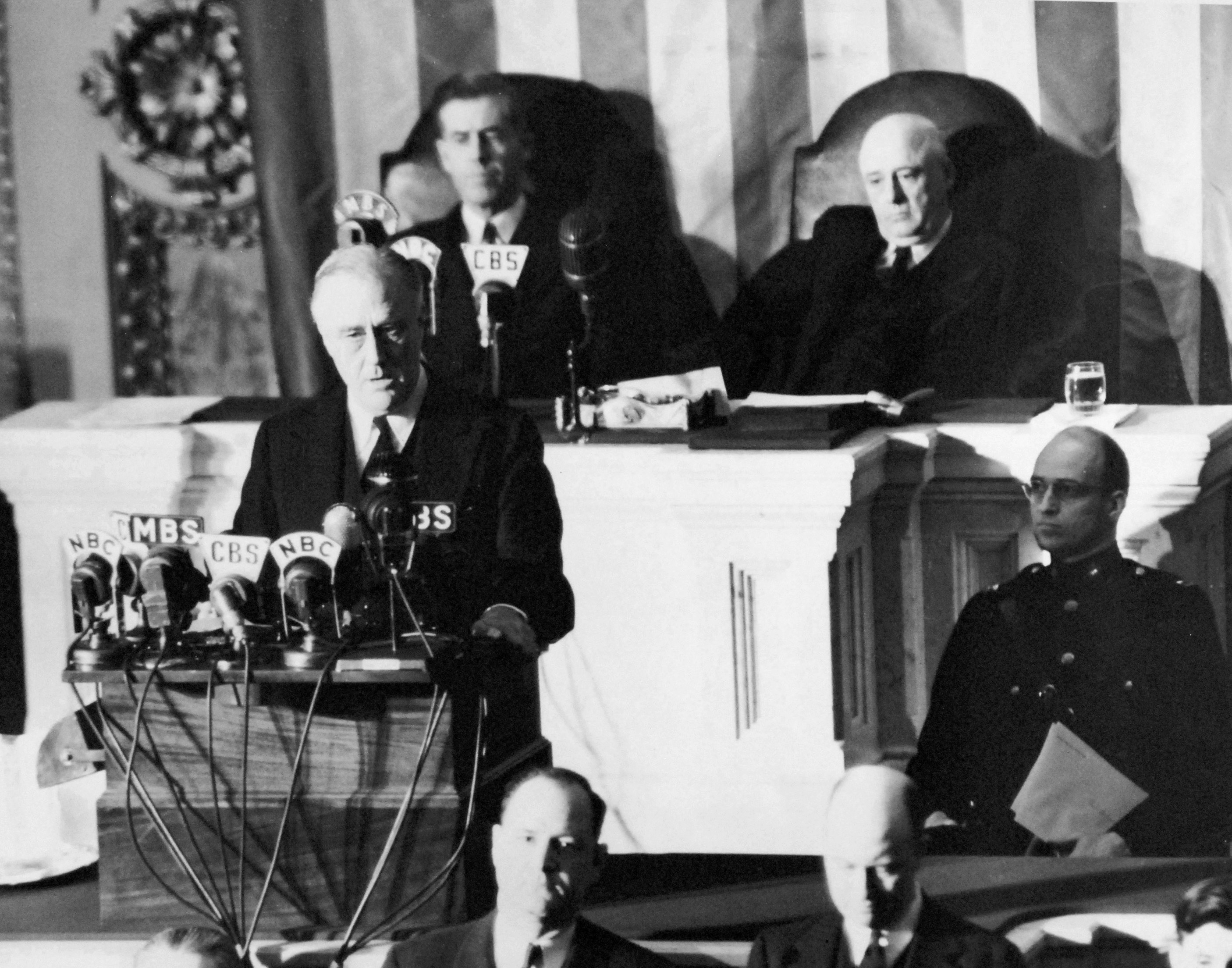
Il presidente Roosevelt nel discorso al Congresso degli Stati Uniti, l'8 dicembre 1941

In seguito all'attacco a Pearl Harbor, l'8 dicembre 1941, il presidente Roosevelt chiese ufficialmente al Congresso di dichiarare guerra al Giappone. La mozione passò con un solo voto contro, in entrambe le camere. Tre giorni dopo, l'11 dicembre, anche Hitler dichiarò guerra agli Stati Uniti, affermando quella sera stessa che "non possiamo perdere la guerra. Ora abbiamo un alleato che non è stato mai conquistato in 3000 anni".

## Teatro europeo e nordafricano
L'11 dicembre del 1941, Adolf Hitler, dittatore della Germania nazista e Benito Mussolini, dittatore dell'Italia fascista dichiararono guerra agli Stati Uniti e, il giorno stesso, questi, prendendone atto, si dichiararono in guerra con la Germania e l'Italia.

### Prima l'Europa
La strategia principale degli Alleati consisteva nello sconfiggere prima la Germania e i suoi alleati per poi potersi concentrare sul Giappone: in altre parole, Prima l'Europa. Questa decisione venne presa per non perdere Londra e Mosca, minacciate dai tedeschi. I tedeschi poi erano la minaccia primaria per il Regno Unito, dato che la Francia era stata occupata nel 1940. Fortunatamente per gli inglesi, il piano tedesco di invadere le isole britanniche fallì poiché necessitava di una superiorità aerea che i tedeschi non riuscirono ad ottenere. Anche se non in guerra con Germania o Giappone, gli Stati Uniti si incontrarono diverse volte con i rappresentanti del Regno Unito e, il 29 marzo 1941, si i due paesi si accordarono sugli obiettivi strategici:

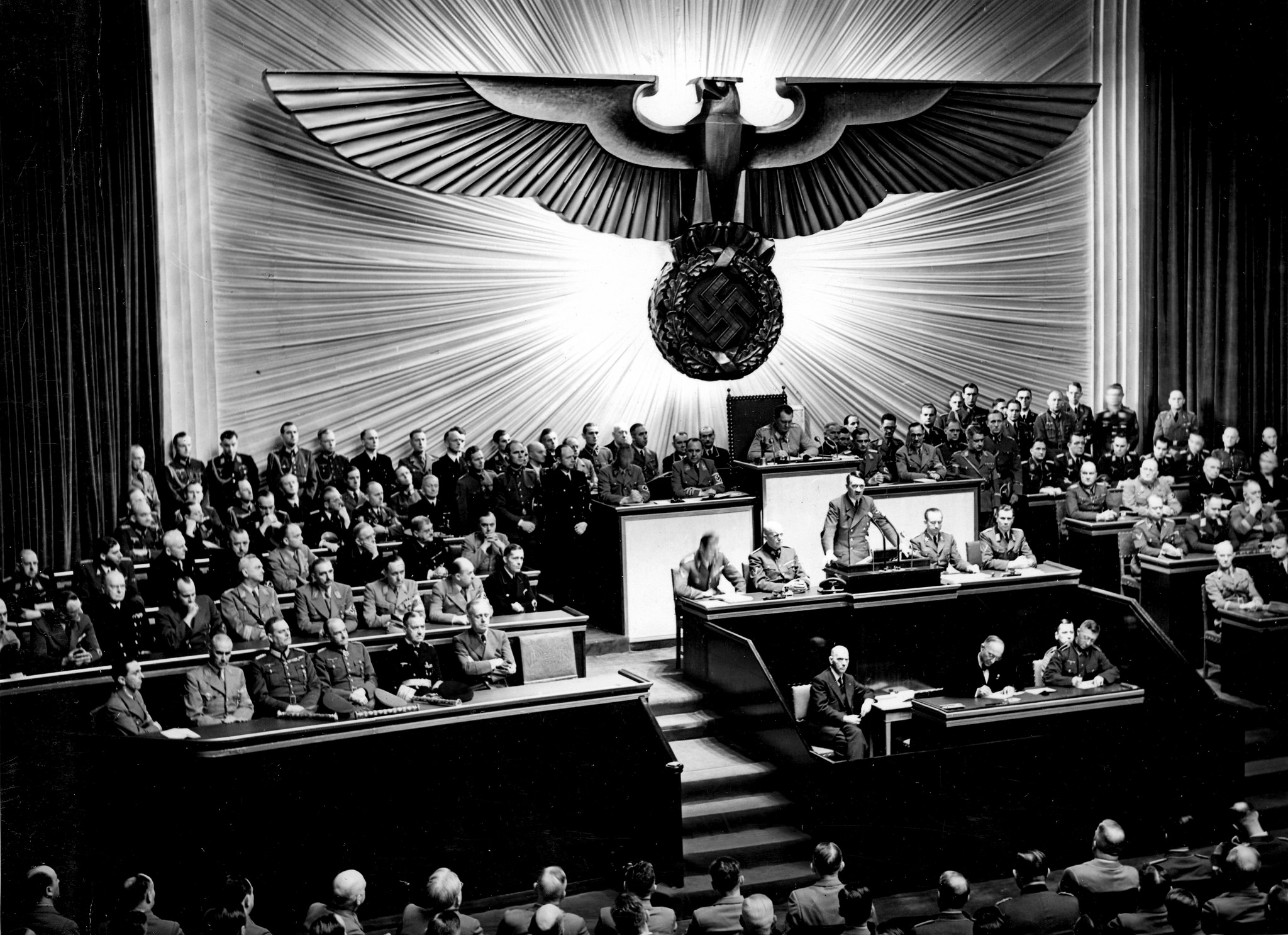
Hitler dichiara guerra agli Stati Uniti l'11 dicembre 1941

1. la necessità della rapida sconfitta della Germania, come membro predominante delle Potenze dell'Asse, su cui gli eventuali sforzi statunitensi si sarebbero dovuti concentrare;
2. una difesa strategica nell'estremo oriente.[2]

Dopo l'attacco a Pearl Harbor, il sentimento dell'opinione pubblica americana riguardo ai tedeschi non ebbe il mutamento sperato da Winston Churchill. Questi si accordò subito con gli americani per incontrarsi nella Conferenza di Arcadia, durante la quale gli si ribadì che "nonostante l'entrata in guerra del Giappone, la nostra idea rimane che la Germania è ancora il nemico primario e la sua sconfitta è la chiave della vittoria. Una volta sconfitta la Germania, seguiranno il collasso dell'Italia e la sconfitta del Giappone".

#### Algeria e Marocco
Gli Stati Uniti compirono la loro prima azione di guerra sul fronte occidentale l'8 novembre 1942, con l'Operazione Torch, dopo l'ennesima richiesta russa perché gli Alleati aprissero un secondo fronte di guerra contro i tedeschi. Il generale Dwight D. Eisenhower comandò l'assalto americano mentre il generale George Smith Patton guidò le forze dirette su Casablanca.

#### Tunisia
Le prime azioni di guerra dei soldati americani contro gli esperti e combattivi reparti tedeschi in Africa non furono molto fortunati. Dopo un'avanzata iniziale in direzione di Tunisi, le truppe americane furono sconfitte in dicembre 1942 nella battaglia di Tebourba e dovettero ripiegare. Dopo altri insuccessi locali, le unità meccanizzate di punta americane, comandate dal generale Lloyd Fredendall, mostrarono inesperienza e insufficiente solidità nel febbraio 1943 nel corso della battaglia di Sidi Bou Zid e della battaglia del passo di Kasserine che terminarono con pesanti sconfitte contro le Panzer-Division tedesche e gravi perdite di uomini e mezzi. Dopo un momento di pessimismo il generale Eisenhower tuttavia riprese il controllo della situazione; il generale Fredendall venne sostituito dall'energico generale George Patton e i reparti americani furono riorganizzati e rinforzati.
Nel marzo 1943 le divisioni guidate dal generale Patton parteciparono all'offensiva alleata e mostrarono alcuni miglioramenti nella loro efficienza; tuttavia, mentre gli americani furono in grado di respingere un contrattacco tedesco a El Guettar, gli attacchi sferrati per conquistare i valichi della catena orientale tunisina furono tutti respinti con forti perdite dalle truppe italo-tedesche.
A metà aprile, sotto la guida di Bernard Law Montgomery, i britannici sfondarono la Linea Mareth e dilagarono in Tunisia, dove nel maggio seguente 275 000 italo-tedeschi si arresero.

### Italia centro-sud
Il primo passo per la liberazione dell'Europa era conquistare il ventre molle d'Europa, l'Italia. Iniziata il 9 luglio 1943, lo Sbarco in Sicilia fu, all'epoca, la più vasta operazione anfibia mai realizzata. L'operazione, che prevedeva poi la conquista della Sicilia, fu un successo e il 17 agosto, gli Alleati controllavano l'isola.
Dopo la Sicilia, l'opinione pubblica italiana si rivoltò contro la guerra e Benito Mussolini decadde. I primi soldati Alleati sbarcarono sulla penisola nello Sbarco a Salerno, Baytown e Slapstick nel settembre 1943. L'8 dello stesso mese, l'Italia firmò l'armistizio con gli Alleati e le truppe tedesche occuparono rapidamente il resto del paese. Con il sopraggiungere dell'inverno, gli Alleati si attestarono sulla Linea Gustav fino alla vittoria a Montecassino, ottenuta dopo il tentativo di sfondare le linee nemiche sbarcando ad Anzio. Roma venne liberata il 4 giugno 1944 e in breve l'avanzata verso nord riprese.

### Bombardamenti strategici

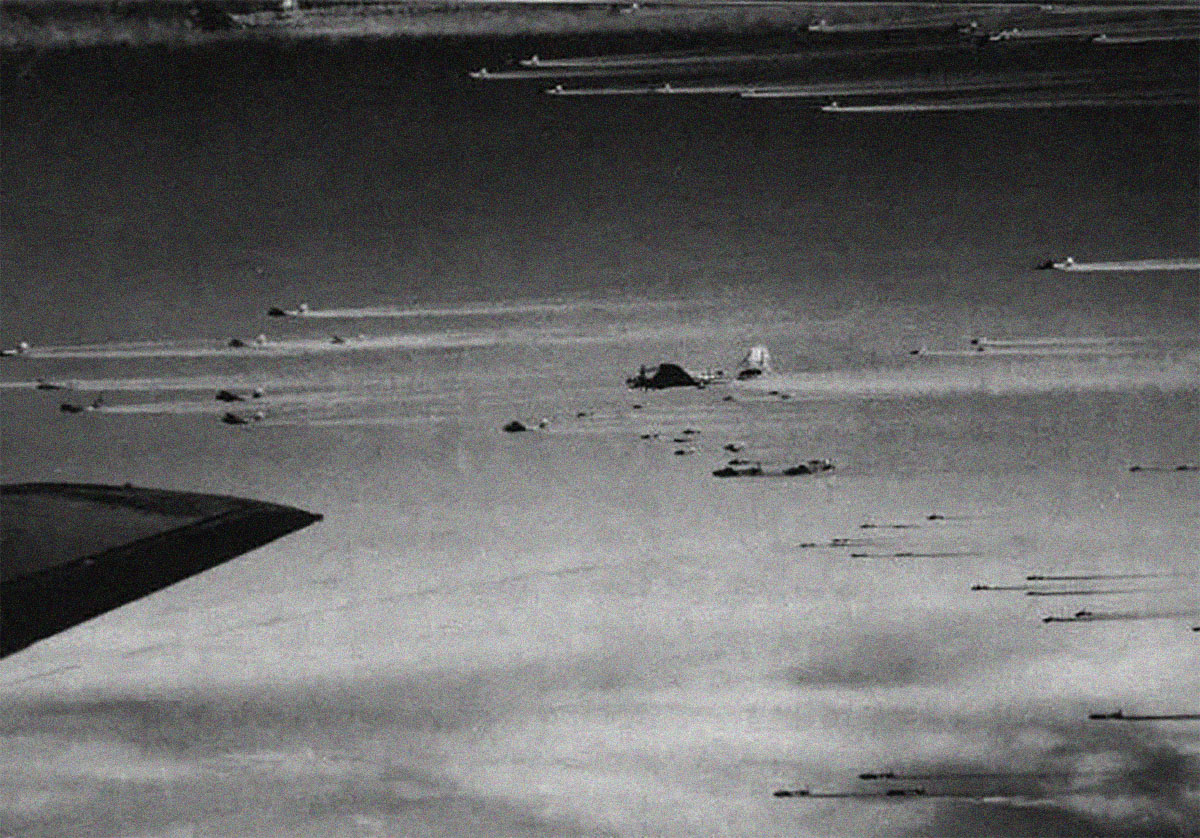
Diversi B-17 in volo

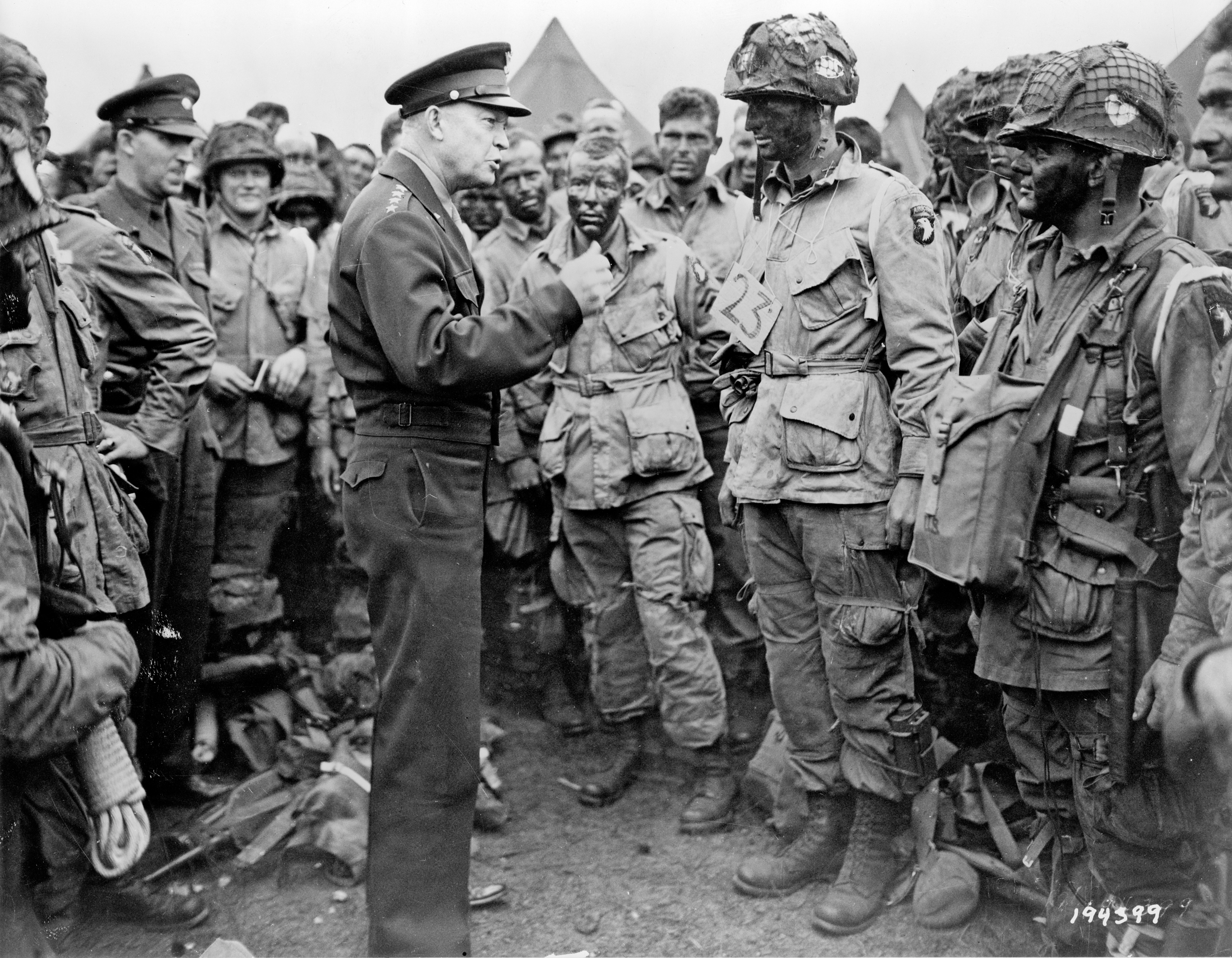
Il generale Eisenhower parla con dei membri della 101ª Divisione Aviotrasportata americana, la sera del 5 giugno 1944

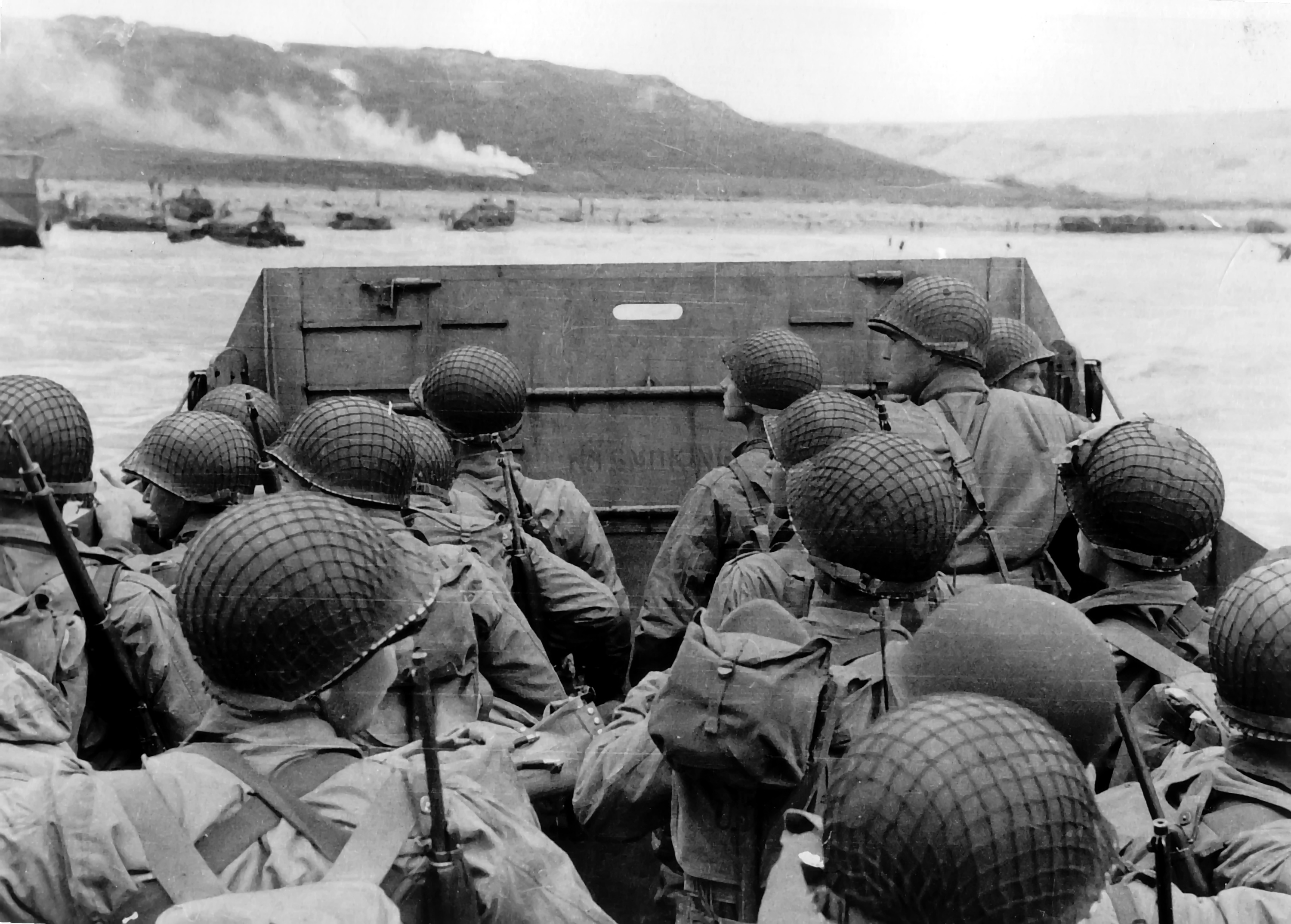
Truppe americana in avvicinamento ad Omaha Beach

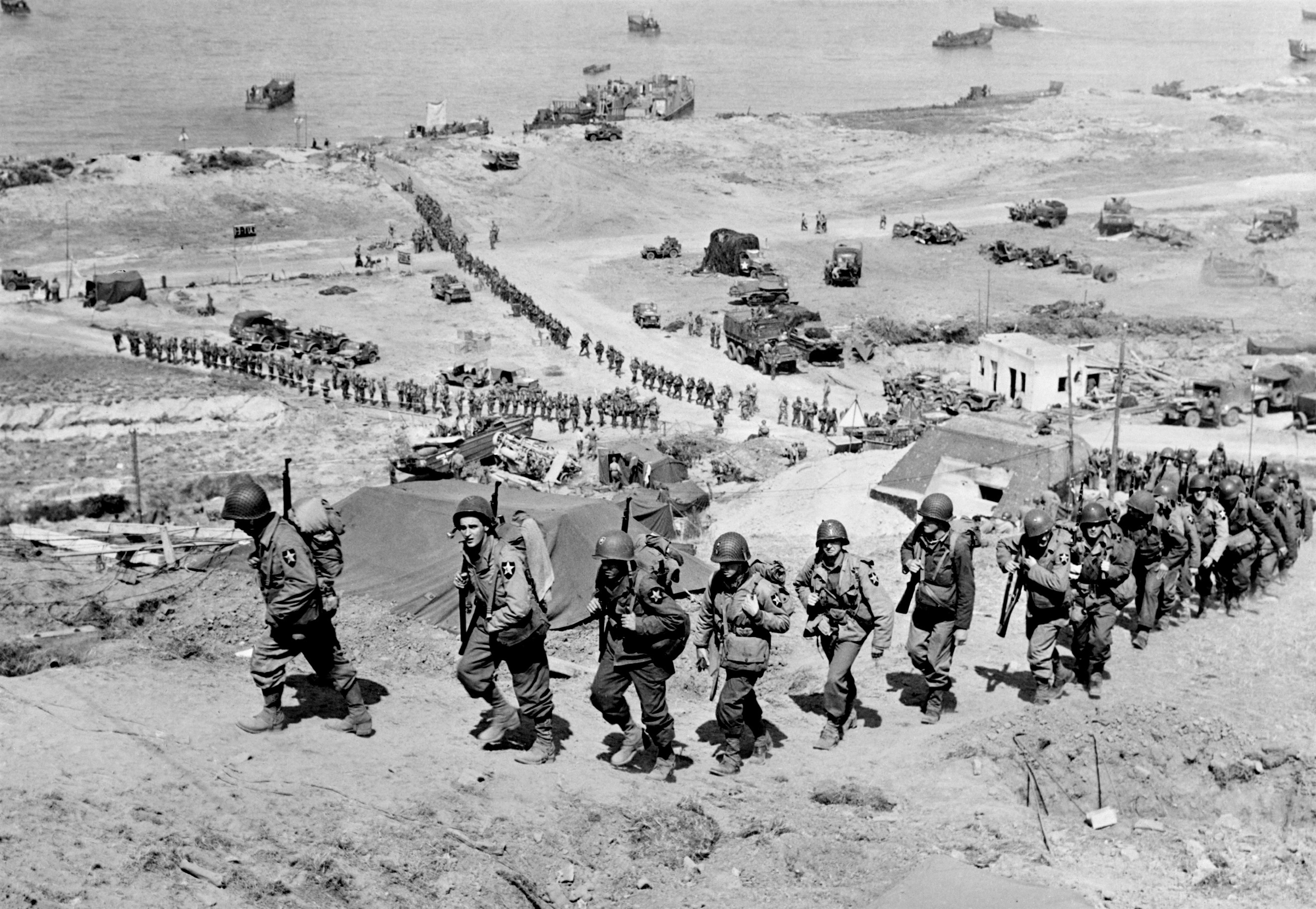
Uomini e mezzi in avanzata nell'entroterra da Omaha Beach, la 2ª divisione di fanteria su 7 giugno 1944

In questa fase della guerra vennero effettuati diversi raid aerei sul cuore industriale della Germania. Bombardando con i B-17 d'alta quota, era necessario attaccare di giorno per poter colpire gli obiettivi con accuratezza e, poiché la scorta dei caccia era raramente ottenibile, i bombardieri volavano in formazioni compatte, in modo che ogni aereo supportasse gli altri con il suo fuoco difensivo di mitragliatrici Browning M2. Le formazioni serrate rendeva impossibile ai caccia tedeschi evitare il fuoco americano, tuttavia le perdite tra gli equipaggi dei bombardieri erano molto alte. Per fare un esempio, la missione Schweinfurt-Regensburg, durante l'Operazione Pointblank, risultò in un numero altissimo di perdite in vite umane ed equipaggiamenti. Con l'introduzione come scorta dei P-51 Mustang, con autonomia sufficiente per viaggiare andata e ritorno sopra la Germania, il numero di perdite diminuì verso il termine del conflitto. A metà 1942, i velivoli dell'USAAF giunsero nel Regno Unito e cominciarono subito ad effettuare missioni oltre la Manica. I bombardieri B-17 dell'8ª Forza Aerea americana erano chiamati le "Fortezze Volanti" poiché possedevano pesanti armamenti difensivi di dieci-dodici mitragliatrici e una blindatura nelle parti vitali dell'aereo. In parte proprio a causa di questa blindatura, potevano caricare a bordo bombe più piccole di quelle che potevano portare i bombardieri britannici. Né il governo americano, né l'USAAF, volevano però colpire indiscriminatamente le città tedesche, austriache e francesi; gli aerei dovevano perciò effettuare bombardamenti di precisione sui punti vitali della macchina bellica tedesca.
Nel gennaio 1943, alla Conferenza di Casablanca, fu raggiunto l'accordo che prevedeva che il Comando Bombardieri della RAF sarebbe stata affiancata dall'USAAF nel Combined Operations Offensive (Offensiva Operazioni Combinate), ovvero l'Operazione Pointblank, sotto il comando del generale della RAF Sir Charles Portal. All'inizio dell'operazione, il 4 marzo 1943, erano operativi 669 bombardieri pesanti della RAF e 303 dell'USAAF.
Nella realtà, i bombardamenti diurni erano "bombardamenti di precisione" nel senso che la maggior parte delle bombe cadeva da qualche parte vicino a un obiettivo specifico. Convenzionalmente, le forze aeree designavano come "area target" un cerchio di raggio 3 km e centrato nell'obiettivo. Nonostante l'accuratezza crebbe durante la guerra, gli studi di Survey mostrano che solo circa il 20% delle bombe cadevano nelle aree designate. Alla fine del 1944, solo il 7% di tutte le bombe sganciate dall'8ª Forza Aerea caddero a meno di 3 km dal loro obiettivo.
Nonostante tutto, il pieno tonnellaggio di esplosivi sganciati di giorno e di notte fu sufficiente a causare danni estesi e, più importante ancora da un punto di vista militare, costrinse i tedeschi a spostare le proprie risorse per contrastare gli effetti dei bombardamenti. Questo è il significato reale della campagna di bombardamento strategico degli Alleati. Furono effettuati anche dei bombardamenti incendiari: in un attacco singolo nel 1943, ad Amburgo, praticamente l'intera città bruciò, provocando la morte di 50 000 persone.
Tra il 20 e il 25 febbraio 1944, venne effettuata l'Operazione Big Week, il cui obiettivo erano le basi della Luftwaffe, che distrusse praticamente l'intera aviazione tedesca che non riuscì più a riprendersi.
Il 27 marzo 1944, il Comando Combinato passò il comando di tutte le forze aeree Alleate in Europa al generale Eisenhower, che delegò a sua volta il generale Arthur Tedder. Nonostante l'opposizione di Churchill, Harris e Carl Spaatz, il 1º aprile il comando cambiò definitivamente. A questo punto, comunque, gli Alleati possedevano la quasi totale superiorità aerea, con gli americani che continuavano con i bombardamenti strategici mentre gli inglesi si concentrarono nel supporto dell'invasione della Francia. Solo a metà settembre 1944, il bombardamento strategico della Germania divenne nuovamente una priorità per l'aviazione Alleata.
La doppia campagna di bombardamento, gli americani di giorno e i britannici di notte, portarono ad un massiccio bombardamento dell'area industriale tedesca, soprattutto nella Ruhr, seguito dall'attacco diretto delle città come Amburgo, Kassel, Pforzheim, Magonza e Dresda, dove avvenne il tanto criticato bombardamento.

### Il secondo fronte

#### Lo sbarco
Gli Alleati aprirono il secondo fronte d'Europa, atteso da oltre tre anni dai sovietici, attaccando il Vallo Atlantico in Normandia, nella Francia settentrionale, il 6 giugno 1944, dopo il rinvio di un giorno a causa delle condizioni climatiche; la battaglia fu il più vasto assalto anfibio della storia.
Dopo un prolungato bombardamento aereo della costa francese, i primi soldati Alleati che toccarono terra di Francia furono i 225 Ranger che scalarono la scogliera a Pointe du Hoc, posta tra le due spiagge assegnate alle unità americane, con lo scopo di distruggere dell'artiglieria tedesca che avrebbe potuto colpire i loro compagni di lì a pochi minuti.
Oltre all'assalto anfibio, furono aviotrasportate, nella notte tra il 5 e il 6 giugno, tre divisioni aviotrasportate sulla Normandia; due di esse erano americane, l'82ª e la 101ª Divisione Aviotrasportata e il loro obiettivo era di proteggere e supportare le divisioni che sarebbero sbarcate all'alba. A causa delle difficoltà delle operazioni la maggior parte dei paracadutisti non atterrarono sulle zone prefissate e furono sparpagliate per tutta la regione.
Delle cinque spiagge assegnate per lo sbarco, le due a ovest, quelle americane, erano nome in codice Omaha Beach e Utah Beach. Ad Utah, come accadde anche in altre spiagge, i mezzi anfibi finirono due chilometri fuori bersaglio; tutto sommato la 4ª Divisione di Fanteria, assegnata ad Utah, incrocio una debole resistenza e entro il pomeriggio riuscì ad avanzare nell'entroterra collegandosi con le unità paracadutiste.
Ad Omaha, invece, i tedeschi avevano preparato la spiaggia con mine, cavalli di Frisia e altre difese. A difesa della spiaggia poi, da appena un giorno vi era la 352ª Divisione tedesca, esperta e ben addestrata. La 1ª e la 29ª Divisione di Fanteria furono quindi bloccate dal fuoco difensivo appena scese dai mezzi anfibi; tuttavia, mentre le vittime crescevano, i soldati si raggrupparono in unità improvvisate, riuscendo ad avanzare nell'entroterra. Queste piccole unità si aprirono una strada tra i campi minati tra i bunker nemici, attaccando questi da retro, espugnandoli e salvando i propri compagni ancora bloccati sulla spiaggia.
Alla fine del giorno gli americani contarono 6 000 vittime.

#### Giugno-luglio
La prima fase delle operazioni dopo lo sbarco prevedette la cattura di un porto con acque profonde a cui poter far affluire i rifornimenti. Questo porto era il porto di Cherbourg. Prima di tutto però gli americani dovettero conquistare il crocevia della regione e punto strategico indispensabile: Carentan. Dopodiché poterono occupare la penisola del Cotentin, intrappolando i tedeschi a Cherbourg che gli americani catturarono dopo l'omonima battaglia.

#### Luglio-agosto
A fine luglio, gli americani ripresero l'avanzata verso sud mentre gli inglesi si apprestavano a liberare Caen, più a est. Dopo aver liberato Saint-Lô, gli americani diedero il via all'Operazione Cobra, durante la quale le linee tedesche furono sfondate permettendo agli americani di giungere fino a Lorient, Saint-Nazaire e Brest, dove fu combattuta l'omonima battaglia. Questa manovra permise di aggirare diverse unità tedesche impegnate contro i britannici, intrappolandole nella sacca di Falaise, poco tempo prima di riuscire a liberare Parigi e spingere i tedeschi fino al Reno. L'aggiramento fu accompagnato dallo sbarco nella Francia meridionale, nome in codice Operazione Dragoon.

### Paesi Bassi

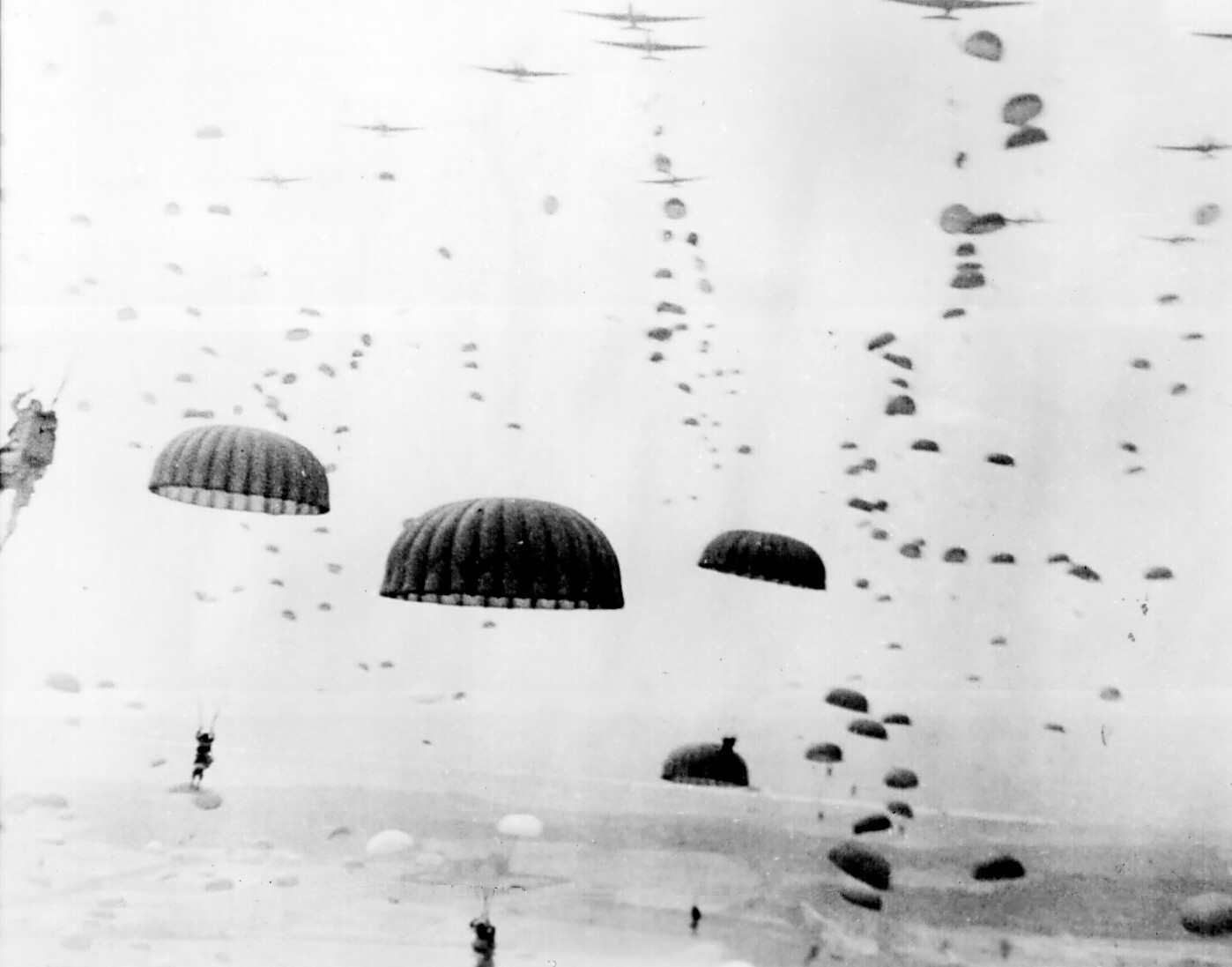
Paracadutisti nei cieli olandesi

La successiva principale operazione Alleata prese il via il 17 settembre. Ideato dal generale inglese Montgomery, il piano prevedeva di catturare diversi ponti nei Paesi Bassi per poter attraversare il delta del Reno ed entrare in Germania da nord, freschi del successo in Normandia.
Il piano prevedeva per gli americani un lancio diurno dell'82ª e della 101ª Divisione Aviotrasportata; quest'ultima doveva prendere i ponti di Eindhoven mentre la prima i ponti di Grave e Nimega. Dopo la cattura dei ponti, le forze di terra del XXX Corpo d'Armata britannico avrebbe attraversato tutti questi ponti fino al confine con la Germania.
L'operazione fallì poiché gli Alleati non furono in grado di catturare il ponte più lontano, ad Arnhem. Lì, la 1ª Divisione Aviotrasportata britannica era stata paracadutata per rendere sicuri i ponti; dopo il lancio i britannici scoprirono che a difesa della regione vi era l'esperta 9ª Divisione Panzer SS Hohenstaufen. I paracadutisti erano equipaggiati con armi leggere e rapidamente persero terreno e a causa di questo inconveniente, e il ritardo accumulato dal XXX Corpo, l'intera operazione fallì.

### Confine Belgio-Germania
Fallito il tentativo da nord, gli Alleati dovettero valutare altre vie per accedere al territorio tedesco. Nell'estate del 1944, gli Alleati soffrirono di scarsità di rifornimenti, a causa delle lunghe vie di rifornimento ma alla fine dell'anno il problema fu risolto. Poterono quindi cominciare la Campagna della Linea Sigfrido, il cui primo passo fu la cattura di Aquisgrana, dopo duri combattimenti. Durante la successiva battaglia della Foresta di Hürtgen, vi furono degli scontri logoranti tra tedeschi ed americani che si conclusero in uno stallo all'interno della foresta stessa. La battaglia, in seguito, divenne parte della più estesa Operazione Queen, durante la quale gli Alleati volevano oltrepassare il fiume Rur, per poi poter attraversare anche il Reno ed entrare in Germania. Tuttavia, contro la sottostimata e dura resistenza tedesca, gli Alleati ottennero solo scarsi progressi. A metà dicembre, riuscirono a raggiungere il fiume Rur ma, per allora, i tedeschi avevano completati i preparativi per la loro offensiva nelle Ardenne.

### Ardenne

Mappa dell'offensiva tedesca

Il 16 dicembre 1944, i tedeschi lanciarono un massiccio attacco ad ovest attraverso la foresta delle Ardenne, sperando di creare un varco nelle linee Alleate e catturare la città belga di Anversa. Gli Alleati risposero debolmente, permettendo all'attacco tedesco di penetrare per molti chilometri all'interno delle linee. Nella prima fase della battaglia le Waffen-SS giustiziarono dei prigionieri di guerra americani nel massacro di Malmédy. Gli americani inizialmente furono sorpresi dall'inattesa offensiva e ci furono fenomeni di cedimento tra le truppe; nella battaglia dello Schnee Eifel una divisione venne costretta alla resa; la battaglia di Saint-Vith terminò con una ritirata e l'avanzata del Kampfgruppe Peiper sembrò mettere in pericolo l'intero schieramento della 1ª Armata statunitense.
Per fermare l'avanzata, il generale Eisenhower ordinò alla 101ª Divisione Aviotrasportata e ad alcune unità della 10ª Divisione Corazzata di preparare le difese a Bastogne. Ben presto, la città fu accerchiata e tagliata fuori dal resto delle armate Alleate; i tedeschi chiesero la resa della città ma il generale Anthony McAuliffe, comandante dell'unità aviotrasportata, rispose con il messaggio "Sciocchezze!". Il 19 dicembre, il generale Patton diresse la sua armata, all'epoca in Lussemburgo, verso nord per liberare Bastogne dall'assedio, cosa che accadde solo il 26 dicembre. Quando la battaglia delle Ardenne si concluse, fu la battaglia a cui più americani avevano preso parte in tutta la storia.
Il 31 dicembre, i tedeschi lanciarono la loro ultima offensiva sul fronte occidentale, l'Operazione Nordwind, in Alsazia e Lorena. Contro deboli forze americane, i tedeschi furono in grado di spingerli indietro fino alla sponda meridionale del fiume Moder, il 21 gennaio. Il 25 gennaio, i rinforzi Alleati giunsero dalle Ardenne, bloccando l'offensiva e chiudendo i tedeschi nella sacca di Colmar.
Con circa 610 000 uomini in campo e all'incirca 89 000 vittime, di cui 19 000 morti, la battaglia delle Ardenne fu la più estesa e sanguinosa a cui presero parte gli Stati Uniti nel secondo conflitto mondiale.

### Italia centro-nord
Dopo aver liberato Roma, gli Alleati si spinsero verso nord, attraverso il paese ma furono nuovamente fermati sulla Linea Gotica. L'operazione militare più rilevante fu l'Operazione Olive con la quale riuscirono a superare la linea presso Rimini. I tedeschi tuttavia riuscirono a ritirarsi ordinatamente e non vi furono conseguenze strategiche rilevanti fino alla primavera successiva quando gli Alleati scatenarono l'ennesima offensiva per aprirsi la via al nord Italia.

### Resa della Germania
In seguito alla sconfitta dell'esercito tedesco nelle Ardenne, gli Alleati avanzarono verso il Reno e nel cuore della Germania. Con la cattura del ponte di Remagen, poterono oltrepassare il Reno nel marzo 1945. Gli americani quindi effettuarono una manovra a tenaglia, con la 9ª Armata a nord e la 1ª Armata a sud, chiudendo all'interno della sacca della Ruhr 300 000 tedeschi. Infine si diressero verso est, dove incontrarono le truppe sovietiche sul fiume Elba, in aprile. Il 2 maggio 1945, la Germania si arrese e l'8 maggio venne festeggiata la Giornata della Vittoria.

## Teatro del Pacifico

### Le sconfitte nelle Filippine e nelle Indie orientali olandesi

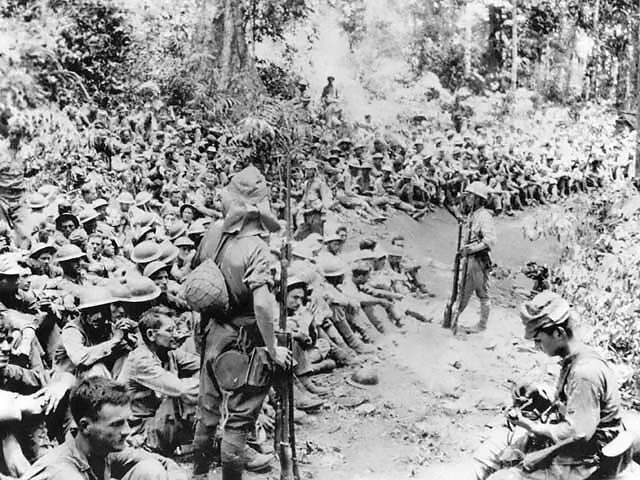
Prigionieri americani catturati dai giapponesi nella battaglia di Bataan.

Poche ore dopo l'attacco a Pearl Harbor, le forze aeree giapponesi, decollando dall'isola di Formosa, distrussero la maggior parte dell'aviazione americana nell'estremo oriente, stanziata vicino a Manila. L'esercito giapponese invase l'arcipelago filippino ed intrappolò le forze filippino-americane nella penisola di Bataan. Roosevelt ordinò al generale Douglas MacArthur di abbandonare le sue truppe e assumere il comando in Australia; la battaglia di Bataan si concluse, dopo una resistenza prolungatasi per tre mesi, il 9 aprile 1942 con la resa totale delle forze americano-filippine. Oltre 76.000 soldati caddero prigionieri e morirono in prigionia a migliaia nella marcia della morte di Bataan.
Le residure forze americane nelle Filippine si arresero a maggio dopo la capitolazione finale del generale Jonathan Wainwright, nuovo comandante in capo dopo la partenza di MacArthur; si trattò della più pesante sconfitta subita dagli Stati Uniti nella seconda guerra mondiale.
La marina giapponese sembrava un'arma inarrestabile mentre conquistava le risorse di carburante delle Indie orientali olandesi. D'ora in avanti le forze americane, britanniche, olandesi ed Australiane si unirono sotto l'American-British-Dutch-Australian Command ma le loro flotte furono affondate rapidamente in diversi scontri navali vicino a Giava.

### Isole Salomone e Nuova Guinea
Seguendo i loro piani d'avanzata, i giapponesi cominciarono la campagna delle isole Salomone, partendo dalla base appena conquistata a Rabaul, nel gennaio 1942. I giapponesi occuparono diverse isole, incluse Tulagi e Guadalcanal, prima di essere fermati dalle forze americane giunte per la campagna di Guadalcanal. A conclusione di questa le forze Alleate convergerono nella campagna della Nuova Guinea.

### Mar dei Coralli
Nel maggio 1942, la flotta degli Stati Uniti si scontrò con la flotta giapponese nella prima storica battaglia in cui nessuna flotta sparò direttamente sull'altra né si vedevano l'una l'altra. Fu anche la prima battaglia tra portaerei. Anche se l'esito fu inconcludente, servì ai comandanti americani l'esperienza tattica che servì loro nelle successive battaglie della guerra.

### Isole Aleutine
La campagna aleutina fu l'ultimo scontro tra nazioni sovrane ad essere combattuta sul suolo americano. Come diversivo per attaccare Midway, i giapponesi presero il controllo di due delle isole Aleutine, anche nella speranza che magari le forze navali americane si allontanassero da Midway stessa.

### Atollo di Midway

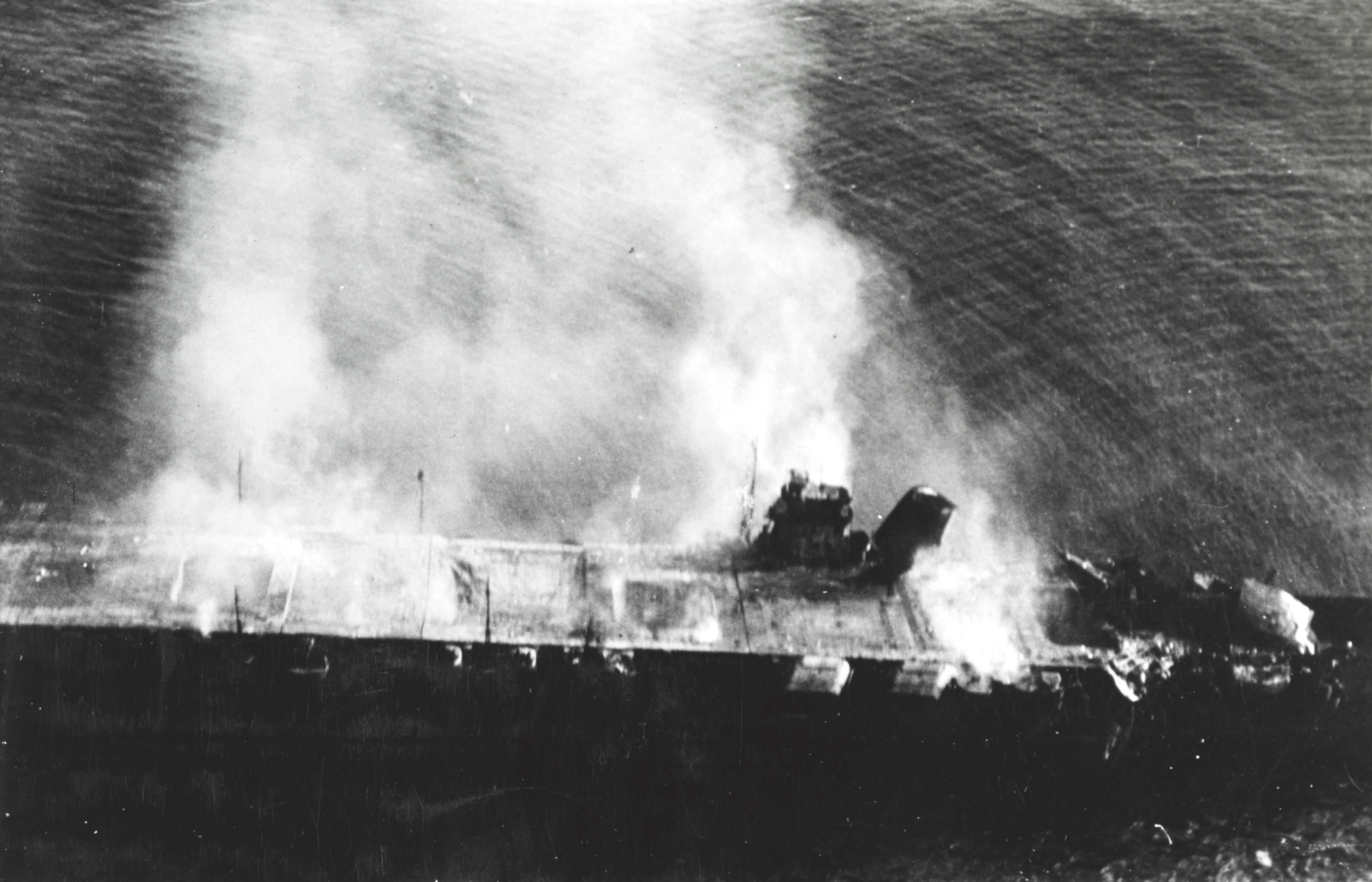
La portaerei giapponese Hiryu in fiamme dopo essere stata attaccate alle Midway

Dopo le conoscenze acquisite nel mar dei Coralli, la Marina americana si era trovata pronta quando la flotta giapponese di Yamamoto lanciò l'offensiva nel tentativo di distruggere la Flotta americana del Pacifico e l'Isola di Midway. I giapponesi poi volevano vendicare il disonore subito dal raid di Doolittle su Tokyo. Midway era un'isola strategica che entrambi gli schieramenti avrebbero usato come base aerea. Yamamoto sperava di sfruttare un completo effetto sorpresa e in rapidità catturare l'isola, in seguito alla battaglia durante la quale le sue portaerei avrebbero distrutto le navi americane. Prima dell'inizio della battaglia, l'intelligence americana aveva intercettato i piani nipponici, permettendo all'ammiraglio Nimitz di preparare un'imboscata alla flotta giapponese. Lo scontro iniziò il 4 giugno 1942 e quando si concluse i giapponesi avevano perso quattro portaerei, gli americani una sola. La battaglia fu il punto di svolta nella guerra del Pacifico, dopo il quale gli Stati Uniti presero l'iniziativa iniziando un'offensiva lunga tutto il resto del conflitto.

### Da isola ad isola
In seguito alla stretta vittoria delle Midway, gli Stati Uniti cominciarono la principale offensiva terrestre, passando da isola ad isola o tralasciando gli atolli privi di importanza strategica o troppo difesi ma comunque scavalcabili come Rabaul. Poiché l'aviazione era fondamentale per ogni operazione, solo le isole con piste di decollo furono prese in considerazione durante l'offensiva. Gli scontri per ogni isola furono selvaggi, con gli americani che dovettero affrontare un nemico forte che conobbe poche sconfitte durante la campagna terrestre.

#### Strategia aerea
II generale George Kenney, al comando tattico sotto MacArthur, non ebbe mai sufficienti aerei, piloti e rifornimenti. Tuttavia i giapponesi erano sempre nella situazione peggiore: il loro equipaggiamento si deteriorava rapidamente a causa dei pochi campi d'aviazione e della scarsa manutenzione. Avevano aerei e piloti eccellenti nel 1942 ma i comandanti delle forze di terra avevano più poteri ed ignorarono la necessità di avere una superiorità aerea. In teoria, la dottrina giapponese prevedeva la superiorità aerea ma i comandanti di fanteria sprecarono le risorse aeree per difendere posizioni di ridotta importanza. Quando il generale Arnold affermò che quello del Pacifico era un teatro di guerra "difensivo", Kenney rispose che i piloti giapponesi erano sempre all'attacco.

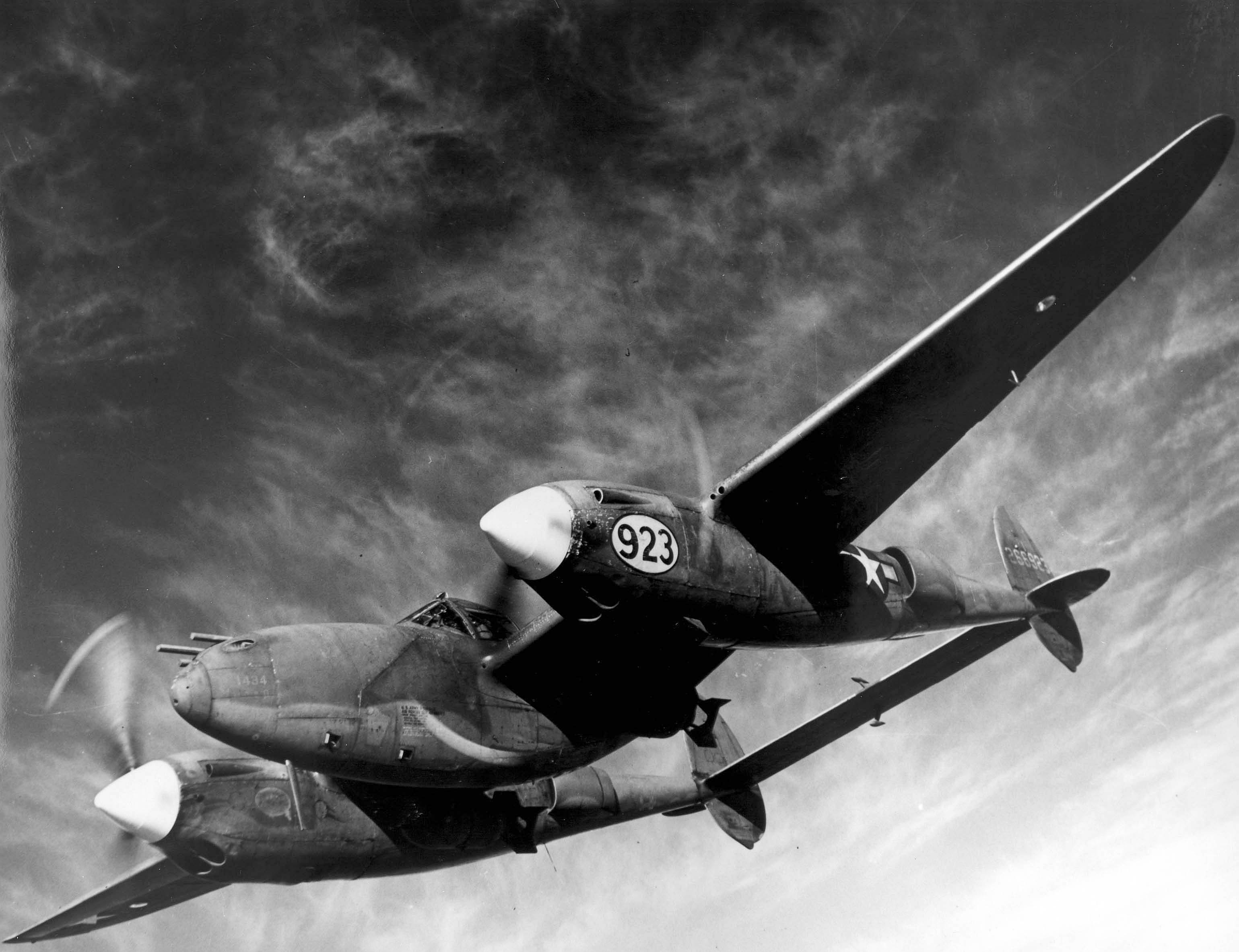
Un P-38 Lightning

La chiave della strategia di Kenney era la neutralizzare delle postazioni giapponesi lasciate indietro, come Rabaul e Truk, attraverso il costante bombardamento. L'arrivo al fronte di nuovi aerei da caccia, soprattutto i P-38, diede agli americani il primato in autonomia e performance di volo. Occasionalmente individuavano un nuovo obiettivo, come accadde nella battaglia del mare di Bismarck, quando i bombardieri affondarono un convoglio giapponese con soldati e rifornimenti diretti in Nuova Guinea. Questa vittoria non fu un colpo di fortuna, infatti i bombardieri d'alta quota non sarebbero mai riusciti a colpire una nave dall'alto, così Kenney ordinò che i bombardieri volassero rasenti l'acqua in modo che le bombe, una volta sganciate, rimbalzassero sull'oceano fino a colpire l'obiettivo.

##### Costruzione dei campi d'aviazione
Lo scopo di conquistare isola dopo isola era di costruirvi sopra dei campi d'aviazione. Il generale Arnold, assieme all'Army Corps of Engineers, il Corpo degli Ingegneri dell'Esercito, creò gli Aviation Engineer Battalions, i Battaglioni di Ingegneri dell'Aviazione che nel 1945 comprendeva 118 000 uomini, operanti in ogni teatro. Piste di decollo, hangar, stazioni radar, generatori elettrici, baracche, magazzini di carburante e discariche di ordigni furono ciò che dovettero costruire i battaglioni per tutta la guerra, su ogni terreno dei vari campi di battaglia e persino sotto i colpi d'artiglieria nemici. La realizzazione di questi progetti richiedeva il sopraggiungere dagli Stati Uniti di mezzi e materiali necessari alla costruzione; una volta completato il programma, i battaglioni ripartivano subito verso il sito di lavoro successivo. Spesso gli ingegneri dovevano riparare e usare campi d'aviazione nemici catturati e, diversamente dai campi tedeschi in Europa, le installazioni giapponesi erano molto più scadenti, poiché i lavori ingegneristici per i giapponesi non erano una priorità.

#### Esperienza in combattimento
Gli avieri, molto più nel sudovest del Pacifico che in Europa, non avevano un numero preciso di missioni che permetteva loro di essere trasferiti e non dover più combattere, come appunto avveniva in Europa. Ciò, assieme a situazioni di combattimento complesse, portò ad un morale pessimo che i veterani trasmettevano presto alle nuove reclute. Dopo pochi mesi, lo stress bellico ridusse drasticamente l'efficienza delle unità, come afferma un aviere in servizio in una zona di giungla:

#### Aviazione dei Marine e supporto aereo ravvicinato

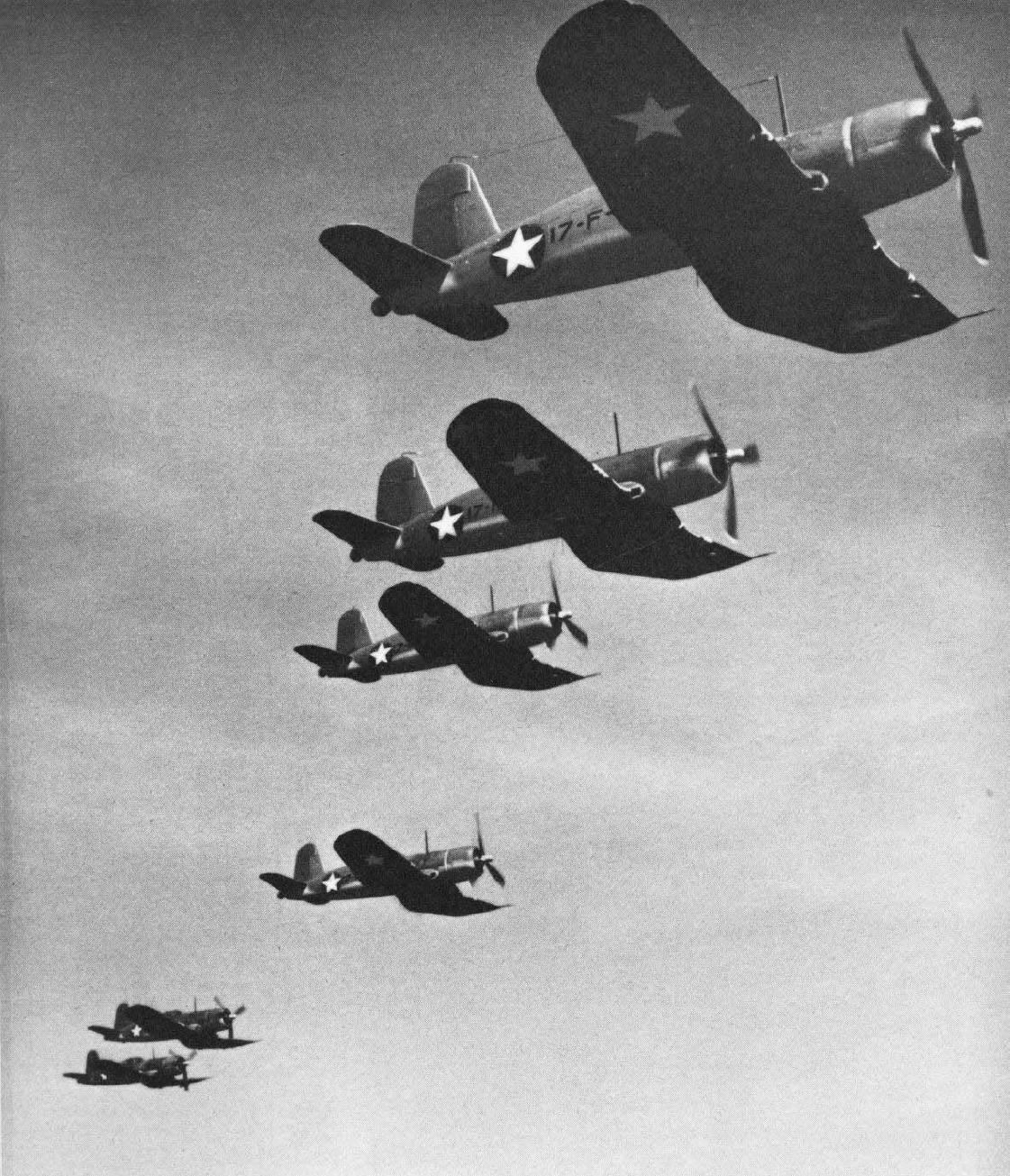
Chance-Vought F4U Corsair

I Marine possedevano le loro proprie basi aeree, costruite appositamente per gli F4U Corsair, un cacciabombardiere imbarcato. Nel 1944, 10 000 piloti dei Marine operavano in 126 squadroni, con il compito di supportare le forze di terra e di proteggere la flotta dagli attacchi aerei nemici. I piloti dei Marine però, come ogni altro aviatore, credevano nell'importanza della superiorità aerea e non nel supporto ravvicinato alle forze terrestri. D'altro canto, i Marine necessitavano di supporto aereo ravvicinato poiché non erano equipaggiati con armi pesanti, essendo forze ad alta mobilità. I giapponesi inoltre erano molto ben trincerati in postazioni, a volte, difficilmente raggiungibili dai soldati americani. Nel 1944, dopo scontri interni nella gerarchia, l'Aviazione del Corpo dei Marines iniziò a supportare la fanteria. Ben presto, fu ridotto il tempo di risposta, il fuoco amico e l'aviazione sostituì corazzati e artiglieria. Per il successivo mezzo secolo il supporto aereo ravvicinato rimase centrale nelle tattiche dell'Aviazione dei Marine.

#### Guadalcanal
La campagna di Guadalcanal, combattuta fra l'agosto 1942 e il febbraio 1943, fu la prima offensiva alleata nel Pacifico, che vide le forze armate americane, più qualche rinforzo australiano e neozelandese, contro una strenua resistenza giapponese. Guadalcanal era la chiave per controllare le Isole Salomone, arcipelago strategico per entrambi gli schieramenti. Come accadde nella maggior parte delle battaglie della guerra, il sistema di rifornimento giapponese riuscì a portare al fronte solo il 20% dei materiali: di conseguenza, oltre ai 10 000 giapponesi che furono uccisi in battaglia, altri 10 000 morirono di fame e i restanti 10 000 furono evacuati nel febbraio 1943. Guadalcanal fu quindi una vittoria per gli Stati Uniti.
I Marine della 1ª Divisione Marine e i soldati del XIV Corpo d'Armata sbarcarono il 7 agosto 1942. Rapidamente catturarono il campo d'aviazione Henderson Field e ne prepararono la difesa. Nella battaglia di Edson's Ridge, gli americani fermarono ondate e ondate di contrattacchi giapponesi, prima di sopraffare i giapponesi rimasti. Dopo sei mesi di combattimenti l'isola rimase fermamente in mani Alleate.
Nel frattempo le due marine si scontrarono sette volte nella battaglia dell'isola di Savo, delle Salomone Orientali, di Capo Speranza, delle isole Santa Cruz, di Guadalcanal, di Tassafaronga e dell'isola di Rennell.

#### Tarawa

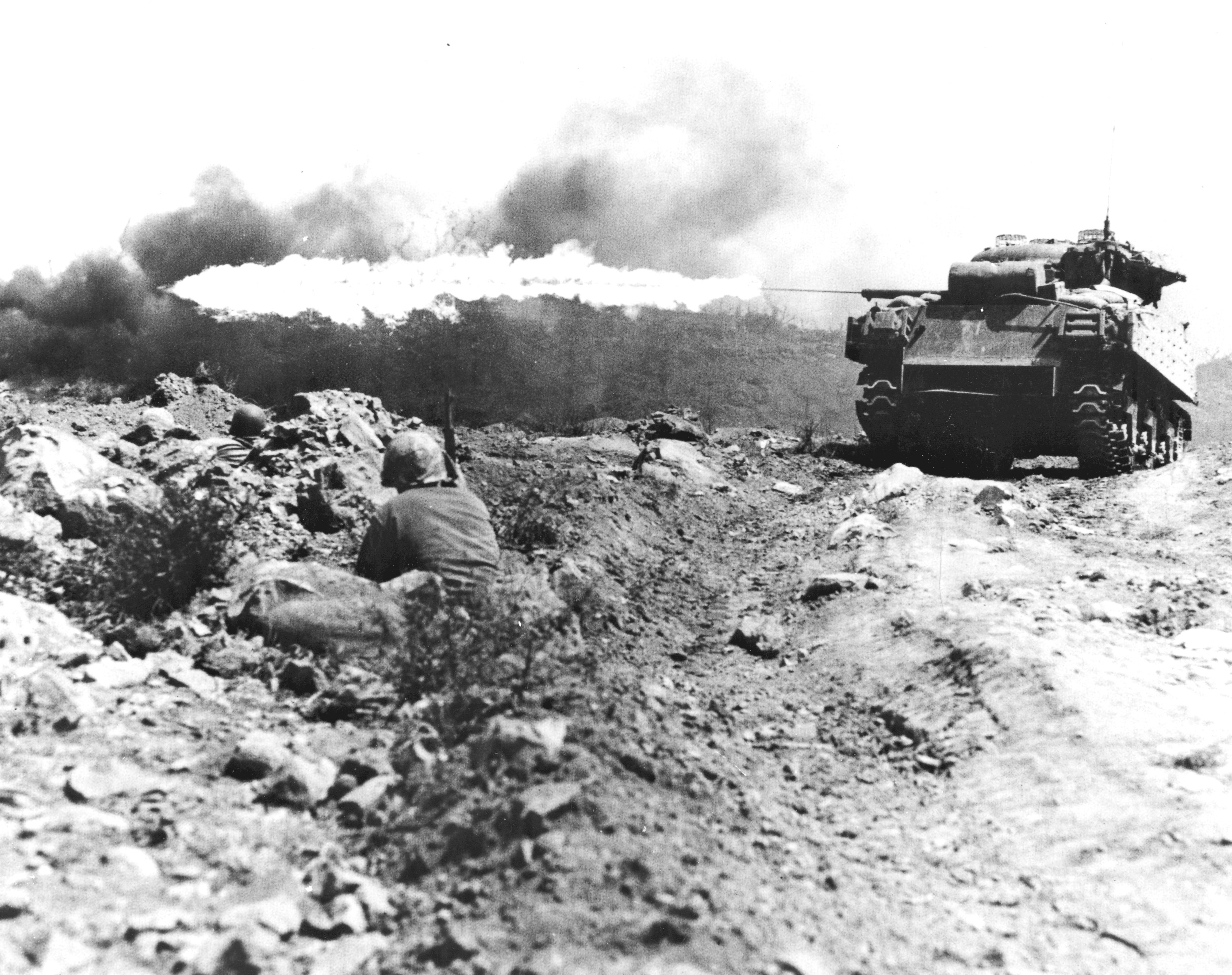
Un carro Sherman M4 equipaggiato con torretta lanciafiamme incendia un bunker giapponese

A Guadalcanal fu chiaro che i giapponesi avrebbero combattuto fino alla morte. Dopo scontri brutali nei quali entrambi gli schieramenti fecero pochi prigionieri, gli Alleati cominciarono la loro offensiva. Lo sbarco a Tarawa, il 20 novembre 1943, fu complicato poiché i mezzi corazzati si impantanarono o i mezzi anfibi che li portavano a riva imbarcarono troppa acqua che rese i carri inutilizzabili. Un numero ridotto di mezzi corazzati riuscirono comunque a sbarcare ed avanzare nell'entroterra. Il 23 novembre, gli Alleati avevano il controllo di Tarawa; dei 2 600 soldati giapponesi presenti prima della battaglia, solo 17 sopravvissero.

#### Pacifico centrale
Prima di riprendersi le Filippine, gli Alleati diedero il via alla campagna delle isole Gilbert e Marshall, nell'estate del 1943. Avvicinandosi al Giappone, la Marina statunitense vinse la battaglia del Mare delle Filippine e fece sbarcare le forze terrestri nelle isole Marianne, nell'estate del 1944. Lo scopo dell'invasione era costruire dei campi d'aviazione per permettere ai B-29 di colpire le città industriali giapponesi.

#### Filippine

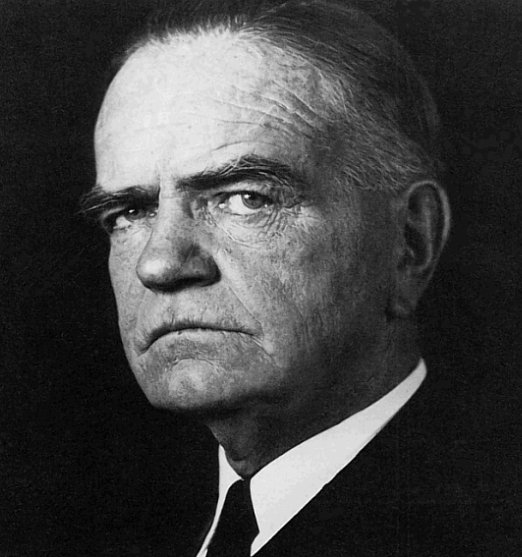
William Halsey, comandante della 3ª Flotta al Golfo di Leyte

La battaglia del Golfo di Leyte, tra il 23 e il 26 ottobre 1944, fu una vittoria decisa per gli americani che affondarono praticamente ciò che restava della flotta nipponica, durante la più estesa battaglia navale della storia. Anche se i giapponesi furono ad un passo dal vincere lo scontro, alla fine cedettero al panico e persero la battaglia. Questa fu una serie di scontri navali lungo la costa delle Filippine mentre le forze terrestri americane avanzavano nell'entroterra. Le forze dell'esercito erano molto vulnerabili al fuoco navale e l'obiettivo giapponese era proprio di infliggere il massimo dei danni. Gli americani inviarono nell'arcipelago due flotte, la 7ª e la 3ª, ma queste non comunicarono tra loro adeguatamente e i giapponesi riuscirono a passarvi nel mezzo e raggiungere le spiagge; tuttavia neppure le tre flotte giapponesi e l'esercito nipponico cooperarono durante la battaglia, portando così il Giappone alla sconfitta.
Il generale MacArthur mantenne la sua promessa di tornare nelle Filippine, sbarcando il 20 ottobre 1944. La difficoltosa liberazione delle Filippine durò dal 1944 al 1945 e incluse le battaglie principali di Leyte, di Luzon e di Mindanao.

#### Iwo Jima
L'isola di Iwo Jima non fu saltata dagli Stati Uniti poiché le sue basi aeree servivano ai caccia come campi d'aviazione; in realtà fu usata come pista d'atterraggio d'emergenza per i B-29. I giapponesi sapevano che non avrebbero potuto vincere così modificarono la strategia per massimizzare le perdite americane. Con l'esperienza della battaglia di Saipan prepararono molte postazioni fortificate sull'isola, inclusi bunker e tunnel sotterranei. I Marine attaccarono il 19 febbraio 1945; inizialmente i giapponesi non si opposero, lasciando che gli americani si ammassassero per avere così più bersagli vicini, dopodiché iniziò la resistenza soprattutto proveniente dal Monte Suribachi, che venne conquistato la notte successiva. Nei trentasei giorni successivi, i giapponesi furono respinti in una sacca sempre più stretta ma decisero che avrebbero combattuto fino alla morte, infatti dei 21 000 soldati, ad inizio battaglia, ne rimasero in vita solo 1 000. I Marine persero 25 000 uomini e la battaglia divenne un'icona in America che rappresentava l'eroismo e la disperazione del combattimento corpo a corpo.

#### Okinawa
Okinawa fu l'ultima grande battaglia del teatro del Pacifico. L'isola sarebbe diventata la base per l'eventuale invasione del Giappone, dato che si trova ad appena 550 km a sud dell'arcipelago principale del Giappone. I Marine e i soldati dell'esercito sbarcarono il 1º aprile 1945, dando il via ad una campagna di ottantadue giorni che divenne la più estesa battaglia aerea, di terra e di mare della storia, nota per la ferocia dei combattimenti e per l'alto numero di vittime civili, oltre 150 000 vite. I piloti kamikaze giapponesi affondarono 38 navi principali e 368 navi minori americane. Le perdite totali americane furono di 12 500 morti e 38 000 feriti, mentre i giapponesi persero 110 000 uomini. La ferocia e le alte perdite spinsero la Marina ad opporsi all'invasione del Giappone. Fu quindi scelta un'alternativa: l'uso di bombe atomiche per costringere i giapponesi ad arrendersi.

#### Bombardamenti del Giappone
L'infiammabilità degli edifici delle città giapponesi e le concentrazioni della produzione di munizioni, rese il bombardamento strategico la tattica preferita dagli americani, sin dal 1941. I primi tentativi furono effettuati dalle basi cinesi, dove però il tentativo di ammassare un buon numero di B-29 Superfortress e rifornirli attraverso l'Himalaya fallì nel 1944, quando l'esercito giapponese avanzò nell'entroterra e conquistò le basi. Tuttavia l'isola di Saipan e di Tinian, conquistate nel giugno 1944, furono usate come basi sicure per i B-29. Questi avevano quattro motori Wright R-3350 da 2 200 hp e potevano trasportare 4 t di bombe a 10 000 m, in un viaggio lungo 5 500 km. Ad ogni modo, i raid sistematici che cominciarono nel giugno 1944 furono considerati inadatti. Il generale Arnold assegnò il comando di queste operazioni al generale Curtis LeMay che, ad inizio 1945, ordinò un drastico cambiamento di tattiche: rimuovere dagli aerei le mitragliatrici e volare di notte a bassa quota, alleggerendo i velivoli che necessitavano di meno carburante non dovendo neppure salire fino a 10 000 m e potendo così trasportare più bombe. I radar, i caccia e i sistemi antiaerei giapponesi erano così inefficaci da non colpire i bombardieri. Le fiamme bruciarono molte città e milioni di persone dovettero fuggire sulle montagne.
Tokyo fu colpita ripetutamente e, nel marzo 1945, fu bruciata da una tempesta di fuoco che uccise 83 000 persone. Il 5 giugno, 51 000 edifici di Kobe furono bruciati da 473 B-29 mentre la contraerea abbatteva 11 aerei e ne danneggiava 176. Osaka, dove venivano prodotte un-sesto delle munizioni dell'esercito imperiale, fu colpita da 1 733 t di bombe incendiarie, sganciate da 247 B-29 provocando un incendio che distrusse 13 km2, incluse 135 000 case, e uccidendo 4 000 persone. Un ufficiale giapponese del luogo riferì:
L'esercito giapponese, che non aveva basi in città, venne poco danneggiata dai raid e, anche se era a corto di cibo e carburante, era in grado di resistere strenuamente, come visto ad Iwo Jima ed Okinawa. Infine i giapponesi idearono una nuova tattica, nella speranza di ottenere il potere di costringere ad una pace soddisfacente: i kamikaze.
Nel tardo 1944, i giapponesi inventarono questa nuova tattica molto efficace: una sorta di missili guidati diretti contro le navi americane. Il primo attacco ebbe luogo nell'ottobre 1944 e continuò fino alla fine della guerra. I piloti esperti furono usati per guidare le missioni, dato che sapevano navigare, ma non erano piloti suicida, infatti tornavano alla base a missione conclusa. I kamikaze erano piloti inesperti e con addestramento minimo; tuttavia la maggior parte erano ben educati e sottomessi all'Imperatore.

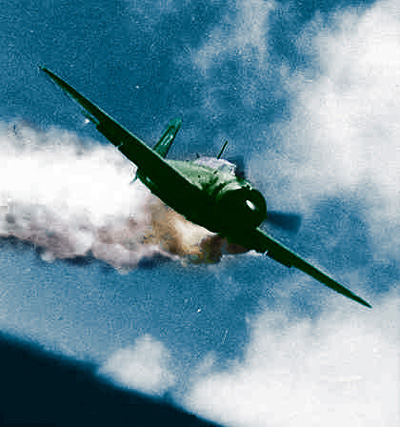
Un aereo suicida che si abbatté sulla USS Essex il 25 novembre 1944

Gli attacchi kamikaze furono molto efficaci nella battaglia di Okinawa, quando 4 000 attacchi affondarono 38 navi americane e ne danneggiarono 368, uccidendo 4 900 uomini. La Task Force 58, analizzando le tecniche giapponesi ad Okinawa nell'aprile 1945, riferì:
Gli americani quindi adottarono quella che secondo loro era la miglior difesa contro i kamikaze, cioè abbatterli prima che raggiungessero la flotta. La marina statunitense richiese quindi più aerei da caccia e più attenzione, quindi più aerei in pattuglia in circolo attorno alle navi, più imbarcazioni dotate di radar e più attacchi alle basi aeree. I giapponesi sospesero gli attacchi kamikaze nel maggio 1945 poiché cominciarono ad ammassare il carburante e nascosero i velivoli, in preparazione ai nuovi attacchi suicidi se gli Alleati avessero invaso il Giappone. La strategia dei kamikaze permetteva di sfruttare piloti inesperti e velivoli obsoleti, e al di là delle manovre evasive si risparmiava sul carburante per il viaggio di ritorno. Poiché erano i piloti stessi a guidare l'arma il numero di bersagli centrati era molto più alto dei bombardamenti ordinari. L'industria giapponese, nel 1945, era in grado di produrre 1 500 nuovi aerei al mese; tuttavia, la qualità della realizzazione era scarsa e molti aerei si schiantarono durante gli addestramenti o prima di raggiungere gli obiettivi.
Aspettandosi maggior resistenza, inclusi più attacchi kamikaze, l'Alto Comando statunitense ripensò alla sua strategia e decise di usare le bombe atomiche per porre fine alla guerra, sperando di non dover ricorrere ad un'inutile e costosa invasione.
Con l'avvicinarsi della vittoria americana, le vittime crebbero di numero. La paura nell'Alto Comando statunitense era che un'invasione del Giappone avrebbe condotto ad un numero enorme di perdite Alleate. Il presidente Harry Truman diede l'ordine di sganciare la bomba atomica su Hiroshima il 6 agosto 1945, sperando che la distruzione della città portasse i giapponesi alla resa. Una seconda bomba venne sganciata su Nagasaki il 9 agosto, quando sembrava che l'Alto Comando giapponese non desse segno di cedere. Circa 140 000 persone morirono ad Hiroshima e 74 000 a Nagasaki a causa dell'esplosione e degli effetti radiativi.
Il V-J Day venne festeggiato il 15 agosto 1945 e marcò la fine della guerra con l'Impero del Giappone e poiché esso era l'ultima potenza dell'Asse rimasta, il V-J Day segnò la fine del conflitto mondiale.

## Teatri minori
Gli Stati Uniti contribuirono su diversi fronti considerati minori: essi furono il teatro cinese, quello di Burma e quello indiano. Le unità impiegate in questi teatri furono, per esempio, una forza aerea di volontari inviati in Cina e l'unità di fanteria dei Marauder di Merrill, oltre a diversi consiglieri come Joseph Stillwell ai cinesi di Chiang Kai-shek.